# 水腫の女
『水腫の女』（すいしゅのおんな、仏: La Femme hydropique、英: The Woman with Dropsy）は、オランダ黄金時代の画家ヘラルト・ドウが1663年頃に板上に油彩で制作した絵画である。浮腫を患っている女性を表しており、ドウの傑作の1つと見なされている。フランスでは19世紀初頭から名高い絵画で、しばしば版画化され、複製も制作された。本来、絵の描かれた開閉扉付きの箱に収められていた作品である。パリのルーヴル美術館に所蔵されている。

## 来歴
カルロ・エマヌエーレ４世のコレクションにあった本作は、1798年12月にベルトラン・クロゼル (Bertrand Clauzel) に譲渡された。当時、フランス革命軍の副将軍であったクロゼルは作品をフランスの総裁政府に譲渡し、総裁政府は作品を後にルーヴル美術館となる「共和国中央美術館」に加えた。作品は、美術館に寄贈された最初のものとなり、美術館の「アポロンのロトンド (Rotondo d'Apollon)」の銘板の一番上にクロゼルの名前が記されている。 現在、目録番号1213としてルーヴル美術館に所蔵されている。

## 作品
画面中央には、椅子に深々と腰かけている女性がおり、娘と召使が女性を看病している。その傍らでは、医師が診断のために尿の入ったフラスコを陽光にかざして透視している。患者の女性は気分がすぐれないようで、召使の差し出した匙にも反応がない。女性の手を取って涙にくれる娘の態度や絶望を示す医師の身振りから判断すると、もはや患者には死が迫っているようである。
「医師の往診」は、17世紀後半のオランダ風俗画にしばしば見られる類型的主題である。しかし、大半の作品は、恋煩いや予期せぬ妊娠を扱ったもので、喜劇的な性格を帯びている。重病の患者を描いたこのドウの作品は例外的な存在である。慢性的な貧血状態を示す患者の蒼白な顔色やむくんだ足首は、画家の精緻な観察を物語っている。